# Anna Mamráková
Anna Mamráková (* 21. srpna 1935) byla slovenská a československá politička a bezpartijní poslankyně Sněmovny národů Federálního shromáždění za normalizace.

## Biografie
K roku 1971 se profesně uvádí jako pracovnice odbytu. Ve volbách roku 1971 zasedla do slovenské části Sněmovny národů (volební obvod č. 130 - Bardejov, Východoslovenský kraj). Ve FS setrvala do konce funkčního období, tedy do voleb roku 1976.